# Gubernia twerska
Gubernia twerska (ros. Тверская губерния) – jednostka administracyjna Imperium Rosyjskiego i RFSRR w centralnej Rosji, utworzona ukazem Katarzyny II w 25 listopada?/6 grudnia 1777 jako namiestnictwo twerskie, od 1796 ukazem Pawła I przekształcone w gubernię. Stolicą guberni był Twer. Zlikwidowana w 1929.
Gubernia była położona pomiędzy 55°54′ a 58°52′ szerokości geograficznej północnej i 31°54′ a 38°20′ długości geograficznej wschodniej. Graniczyła od północy z gubernią nowogrodzką, na wschodzie z gubernią jarosławską, na południowym wschodzie z gubernią włodzimierską, na południu z gubernią moskiewską i smoleńską, na zachodzie z gubernią pskowską.

## Demografia
Powierzchnia guberni wynosiła w 1897 – 64 686 km², ludność, według spisu powszechnego 1897 – 1 769 135 osób – Rosjan (92,8%) i Karelów (6,7%).
Gubernia w początkach XX wieku była podzielona na 12 ujezdów.

### Ludność w ujezdach według deklarowanego języka ojczystego 1897[1]
| Ujezd           | Rosjanie | Karelowie |
| --------------- | -------- | --------- |
| Gubernia ogółem | 92,8%    | 6,7%      |
| Bieżecki        | 80,8%    | 19,0%     |
| Wiesiegonski    | 83,7%    | 16,2%     |
| Wyszniewołocki  | 83,4%    | 15,5%     |
| Zubcowski       | 98,7%    | 1,2%      |
| Kalaziński      | 99,9%    | …         |
| Kaszyński       | 99,9%    | …         |
| Korczewski      | 99,8%    | …         |
| Nowotorżecki    | 89,1%    | 10,6%     |
| Ostaszkowski    | 98,8%    | …         |
| Rżewski         | 99,3%    | …         |
| Staricki        | 99,8%    | …         |
| Twerski         | 97,9%    | …         |

Zlikwidowana postanowieniem Prezydium WCIK 14 stycznia 1929. 29 stycznia 1935 na terytorium historycznej guberni utworzono obwód kaliniński RFSRR, od 1990 – obwód twerski Federacji Rosyjskiej, o powierzchni 84 586 km².